# Kościół św. Andrzeja w Jerozolimie
Kościół św. Andrzeja w Jerozolimie lub Kościół Pamięci Szkotów pw. św. Andrzeja, (ang.: St. Andrew's Scots Memorial Church, hebr.:כנסיית אנדרו הקדוש,) – kościół kalwiński (prezbiteriański) w Jerozolimie, należący do Kościoła Szkocji (Church of Scotland). Jest to jedna z dwóch, obok Tyberiady, parafii kalwińskich w Izraelu.

## Historia
Kościół Szkocji w połowie XIX wieku założył w pobliżu Jerozolimy, nad Doliną Hinnom misję charytatywną i szpital. W tym miejscu zbudowano w 1927 obecny kościół w stylu neobizantyńsko-neoromańskim, nawiązującym do stylu kościołów krzyżowców, wg projektu Clifforda Hollidaya. Inauguracja nowego kościoła miała miejsce w 1930; miał on być upamiętnieniem szkockich żołnierzy poległych w Palestynie podczas I wojny światowej w walkach z Imperium Osmańskim, które zakończyły się ustanowieniem władzy brytyjskiej nad Palestyną. 
Pierwsza wojna izraelsko-arabska w 1948 spowodowała uszkodzenie i opuszczenie kościoła, który do 1967 znajdował się w strefie nadgranicznej Izraela i Jordanii. Gdy potem Jerozolimę zjednoczono, kościół wznowił działalność, otwierając też dom noclegowy dla pielgrzymów. Tutejsza parafia zrzesza niewielką grupę chrześcijan izraelskich i palestyńskich oraz współpracuje z miejscowymi anglikanami i luteranami.